# Leif Carlsson (boxningstränare)
Leif Yngve Olof "Leffe" Carlsson, född 12 augusti 1943, är en svensk boxningstränare och före detta amatörboxare i lättvikt.
Främsta meriten som aktiv var ett SM-silver 1968. Från 1980 till 1992 var han förbundskapten för Sveriges boxningslandslag, som ledde till många framgångar. 1988 tilldelades han TT:s idrottsledarpris. Bland annat har han tränat boxarna George Scott och Paolo Roberto.